# 汉内斯·勒尔
汉内斯·洛尔（德語：Hannes Löhr，1942年7月5日—2016年2月29日）是一名德国前足球运动员及教练，曾率领德国国奥队在1988年汉城奥运会中夺得足球项目铜牌。

## 榮誉
科隆
- 德国足球甲级联赛冠军(1次)：1977/78年度
- 德国盃冠军(3次)：1968年，1977年，1978年

西德
- 世界盃季軍：1970年
- 欧洲足球锦標赛冠军(1次)：1972年